# ファルク・ベン・ムスタファ
ファルク・ベン・ムスタファ（Farouk Ben Mustapha、1989年7月1日 - ）は、チュニジア・ビゼルト出身のプロサッカー選手。チュニジア代表。エスペランス・チュニス所属。ポジションは、ゴールキーパー。

## 経歴

### クラブ
地元クラブのCSビゼルテンでプロキャリアをスタート。2011-2012シーズンにはクラブのリーグ準優勝に大きく貢献した。その活躍からアンジェSCOやOGCニース、ヴァランシエンヌFCが獲得に乗り出したが、移籍は実現しなかった。
2014年6月、国内強豪クラブのクラブ・アフリカーンに移籍。

### 代表
2009年10月、アフリカネイションズカップ2010予選で初招集。本戦のメンバーにも登録されたが、出番はなかった。2012年6月のイラン戦で初キャップを記録。

## 代表歴

### 出場大会
- チュニジア代表
  - 2018 FIFAワールドカップ

### 試合数
- 国際Aマッチ 43試合 0得点（2012年-2021年）[2]

| チュニジア代表 | 国際Aマッチ | 国際Aマッチ |
| 年             | 出場        | 得点        |
| -------------- | ----------- | ----------- |
| 2012           | 2           | 0           |
| 2013           | 4           | 0           |
| 2014           | 5           | 0           |
| 2015           | 2           | 0           |
| 2016           | 0           | 0           |
| 2017           | 1           | 0           |
| 2018           | 8           | 0           |
| 2019           | 9           | 0           |
| 2020           | 3           | 0           |
| 2021           | 9           | 0           |
| 通算           | 43          | 0           |

## タイトル
CSビゼルテン
- クープ・ドゥ・チュニジエ (1) : 2013

クラブ・アフリカーン
- チュニジア・リーグ (1) : 2015
- クープ・ドゥ・チュニジエ (1) : 2017

チュニジア代表
- アフリカネイションズチャンピオンシップ (1) : 2011